# سیارک ۲۲۳۲
سیارک ۲۲۳۲ (به انگلیسی: 2232 Altaj، نامگذاری:1969RD2) دو هزار و دویست و سی و دومین سیارک کشف شده‌است که در ۱۵ سپتامبر ۱۹۶۹ کشف شد.
قدر مطلق سیارک برابر ۱۲٫۰۰ است.